# Station Babberich
Station Babberich is een voormalig spoorwegstation aan de Rhijnspoorweg in het Gelderse plaatsje Babberich (onderdeel van de gemeente Zevenaar). Het station bevond zich tussen de nu nog bestaande stations Zevenaar en Emmerik op de plek waar de N812 het spoor kruist. Het station werd in 1932 gesloten. Op basis van topografische kaarten en luchtfoto's uit de Tweede Wereldoorlog blijkt dat Station Babberich voor de oorlog al was gesloopt. Het vlakbijgelegen wachthuis nummer 16 (vlak bij de grens) is in de jaren 60 pas gesloopt.
Hoewel station Babberich het laatste station voor de grens was, vonden de douaneformaliteiten plaats in Zevenaar.